# نصف دولار الحرية المتحركة
نصف دولار تمثال الحرية الممشى هو قطعة فضية بقيمة 50 سنتًا أو عملة نصف دولار أصدرتها دار سك العملة الأمريكية من عام 1916 إلى عام 1947؛ وقد صممها أدولف أ. وينمان، النحات والنقاش الشهير.
في عام 1915، أصبح مدير دار سك العُملة الجديد، روبرت دبليو وولي، يعتقد أنه ليس مسموحًا له فحسب، بل إنه ملزم بموجب القانون باستبدال تصاميم العُملات المعدنية التي كانت قيد الاستخدام لمدة 25 عامًا. لذلك بدأ عملية استبدال عملة باربر: العشرة سنتات، الربع دولار، ونصف الدولار، كلها تحمل تصميمات مماثلة من قبل النقاش تشارلز إي باربر، وضُربت لأول مرة في عام 1892. طلب وولي من لجنة الفنون الجميلة إجراء مسابقة، ونتيجة لذلك اختير وينمان لتصميم العُملة المعدنية من فئة العشرة سنتات ونصف الدولار.
لقد ثُبت أن تصميم وينمان الذي يصور الحرية وهي تتجه نحو الشمس مقابل نصف الدولار كان صعبًا من حيث الكمال، وفكر وزير الخزانة ويليام جي ماكادو، الذي كانت وزارته تضم دار سك العُملة، في تكليف باربر بإنشاء تَصميمه الخاص. نجح مسؤولو دار سك العُملة في إدخال تصميم وينمان إلى الإنتاج، على الرغم من أنه لم يحقق نجاحاً كبيراً، و هو ما قد يكون أحد العوامل في استبداله بنصف دولار فرانكلين بداية من عام 1948. ومع ذلك، اعتبر مؤرخ الفن كورنيليوس فيرمول أن هذه القطعة من بين أجمل العُملات المعدنية الأمريكية. منذ عام 1986، استُخدم تعديل لتصميم وينمان على الوجه الأمامي للعُملة الأمريكية النسر الفضي، وصدر نصف الدولار بالذهب بمناسبة الذكرى المئوية لإصداره في عام 2016.
في26، سبتمبر 1890، أقر الكونغرس الأمريكي قانونًا ينص على:
مدير دار السكة يكون له السلطة، بموافقة وزير الخزانة، لإعداد واعتماد تصاميم جديدة... ولكن لا يجوز إجراء أي تغيير في تصميم أو قالب أي عملة أكثر من مرة واحدة كل خمسة وعشرين عامًا من ضمن سنة الاعتماد الأولى للتصميم... ومع ذلك، يكون لمدير دار السكة السلطة، بموافقة وزير الخزانة، للاستعانة بشكل مؤقت بخدمات فنان أو أكثر، متميزين في مجالاتهم الفنية، على أن يتم دفع أجرهم من الاعتماد الطارئ المخصص لدار السكة في فيلادلفيا.
قُدمت عملة باربر في عام 1892؛ عشرة سنتات، ربع دولار، و نصف دولار بتصميمات مماثلة بواسطة النقاش تشارلز إي باربر. أثارت القطع الجديدة استياءً عامًا كبيرًا. بدءًا من عام 1905، حاولت الإدارات الرئاسية المتعاقبة جلب تصميمات حديثة وجميلة لعُملات الولايات المتحدة. بعد إعادة تصميم عُملات النسر المزدوج، النسر، نصف النسر، و ربع النسر في عامي 1907 و 1908، بالإضافة إلى إعادة تصميم عُملات السنت و النيكل في عامي 1909 و 1913 على التوالي، بدأ دعاة استبدال عُملات باربر في الضغط من أجل التغيير عندما انتهت مدة العُملات الدنيا في عام 1916. في وقت مبكر من عام 1914، قدم فيكتور ديفيد برينر، مصمم عملة لينكولن، تصميمات غير مرغوب فيها للعُملات الفضية. وقيل له ردًا على ذلك أن وزير الخزانة ويليام ج. ماكادو كان مشغولًا تمامًا بأمور أخرى.
في2، يناير 1915، ظهرت مقابلة مع آدم م. جويس، المشرف على دار سك النقود في فيلادلفيا، في صحيفة Michigan Manufacturer and Financial Record:قالب:Coinage (United States coin)حتى الآن، على حد علمي... لا توجد فكرة لإصدار عملات جديدة بقيمة 50 سنتًا أو 25 سنتًا أو 10 سنتات. ومع ذلك، إذا تم إجراء أي تغيير، فإننا جميعًا نأمل أن تُنتج عملات أكثر فاعلية ورضا من تلك التي صدرت مؤخرًا مثل عُملات "القديس غودنز" من فئة "دبل إيغل" و "إيغل" و "برات" من فئة "نصف إيغل" و "ربع إيغل". كما أن عملة "النحاس الجاموس" و "بينّي لينكولن" تعتبران غير مناسبتين من الناحية العملية. جميع هذه العُملات كانت نتيجة لرغبة الحكومة في سكّ عملات ترضي الفنانين وليس سكّ العُملات العمليين.
في ينايركانون الثاني 1915، أرسل مساعد وزير الخزانة ويليام ب. مالبورن إلى ماكادو مذكرة بشأن العُملات الفضية الفرعية، مشيرًا إلى أن "نصف الدولار، الربع و الديم الفضية الحالية قد غُيرت في عام 1892، وبالتالي، يمكن اعتماد تصميم جديد في عام 1916. ويمكن القيام بذلك في أي وقت من العام". وردًا على ذلك، كتب ماكادو "دعا دار السك تقدم التصميمات قبل أن نجرب أي شخص آخر" في المذكرة.
في أبريل/نيسان 1915، تولى روبرت دبليو وولي منصب مدير دار سك العملة. في أبريل 14، طلب من جويس أن يطلب من النقاش باربر، الذي كان في عامه السادسة و الثلاثين في المنصب آنذاك، أن يتولى مهمة التصميم. لإعداد تصاميم جديدة. وفي اليوم نفسه، طلب مالبورن رأي محامي وزارة الخزانة بشأن وجهة نظر الدار التي تفيد بإمكانية إصدار تصاميم جديدة للفئات الثلاث في عام 1916. في أبريل 17، رد مكتب المحامي بأن دار سك العُملة يمكنها تغيير التصميمات. في ذلك الوقت، كانت دار سك العُملة مشغولة بشدة بإنتاج إصدار العُملة التذكارية الخاصة بمنطقة بنما و المحيط الهادئ، و لم يُتخذ أي إجراء فوري. في أكتوبر/تشرين الأول، استدعي باربر إلى واشنطن لمناقشة تصميمات العُملات مع وولي، على الرغم من أنه من غير المؤكد ما إذا كان قد أعد بحلول ذلك الوقت رسومات للعملات الجديدة أم لا.

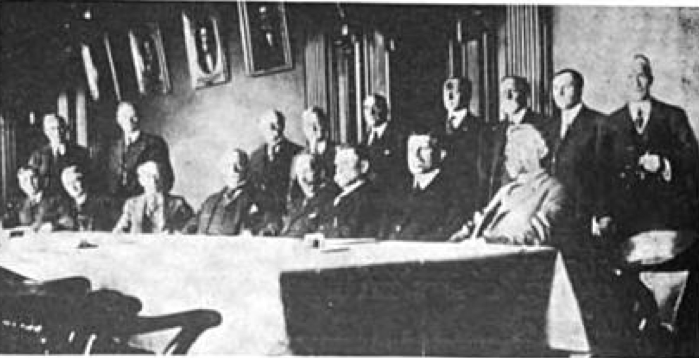
اجتمعت لجنة التحليل الأمريكية لعام 1916 February 9 و February 10, 1916 لاختبار العملات المعدنية من العام السابق للتأكد من أنها تلبي المواصفات. ومن بين الأعضاء ومسؤولي دار سك العملة الذين ظهروا في الصورة مدير دار سك العملة روبرت دبليو وولي (الذي يقف الرابع من اليسار)، والنقاش في دار سك العملة الأمريكية في فيلادلفيا تشارلز إي باربر (الذي يقف الثالث من اليسار)، ومدير دار سك العملة في فيلادلفيا آدم جويس (الذي يقف في أقصى اليمين).

في 3 ديسمبر/كانون الأول، التقى وولي مع لجنة الفنون الجميلة. طلب وولي من اللجنة الاطلاع على الرسومات التي أنتجها قسم النقش التابع للدار. وكان باربر حاضرا لشرح عملية سك العُملة لأعضاء اللجنة. واقترح وولي على الأعضاء أنه إذا لم يعجبهم عمل الدار، فيجب عليهم اختيار نحاتين لتقديم تصميمات للقطع الجديدة. كان هدف وولي هو الحصول على تصميمات مميزة للعُملات من فئة العشرة سنتات، الربع و النصف دولار- في السابق، كانت القطع الثلاث متطابقة تقريبًا. أبلغ المدير اللجنة أنه بما أن العُملات المعدنية الحالية كانت قيد الاستخدام لمدة 25 عامًا، فيجب تغييرها- و هو ما أطلق عليه المؤرخ العملاتي ديفيد لانج "تفسيرًا خاطئًا لقوانين العملات المعدنية".
لم تعجب اللجنة الرسومات الصادرة عن دار سك العُملة (التي قدمها باربر) واختارت النحاتين أدولف وينمان، هيرمون ماكنيل و ألبين بولاسيك لتقديم مقترحات للعُملات المعدنية الجديدة. يمكن للنحاتين تقديم رسومات متعددة. على الرغم من أن دار السك كان بإمكانها أن تقرر استخدام تصميم على فئة لم يقصدها النحات، فإن التصميمين لم يكونا قابلين للتبادل بشكل كامل- فبموجب القانون، كان لابد أن يظهر النسر على ظهر ربع الدولار و نصف الدولار، و لكن لا يمكن أن يَظهر على العُملة المعدنية من فئة العشرة سنتات. كان وولي يأمل أن ينجح كل نحات بقطعة واحدة.
في منتصف فبراير/شباط، قدم النحاتون الثلاثة رسومات تصميمية، وفي 23 فبراير/شباط، التقوا مع وولي في مدينة نيويورك لتقديم عروض لأعمالهم والإجابة على أسئلته. بعد مناقشات بين وولي و ماكادو، أُخطر وينمان في 28 فبراير/شباط بأن خمسة من رسوماته قد اختيرت- للعملة المعدنية عشرة سنتات، نصف الدولار، والوجه الآخر للربع دولار. في اليوم نفسه، كتب وولي إلى ماكنيل ليخبره أنه سيقوم بنحت الوجه الأمامي للربع، و كتب إلى بولاسيك ليخبره بعدم نجاحه. أقنع أعضاء اللجنة وولي بأنه لا ينبغي إسناد الكثير إلى فنان واحد، و سُمح لماكنيل بتصميم جانبي الربع، بشرط أن يقدم النحات تصميمًا يرضي وولي.
في 3 مارس/أذار، اعلن عن العُملات المعدنية الجديدة علنًا، حيث أشارت وزارة الخزانة إلى أنه "يجب تغيير تصميم هذه العُملات المعدنية بموجب القانون كل 25 عامًا وتنتهي الفترة الحالية التي تبلغ 25 عامًا في عام 1916." وأشار البيان الصحفي إلى أن وزارة الخزانة تأمل أن يبدأ إنتاج العُملات المعدنية الجديدة في غضون شهرين تقريبًا، بمجرد الانتهاء من التصميم. في نفس اليوم، كتب وولي إلى منت إنغرافر باربر، وأخبره أن رسوماته قد رُفضت وأن نماذج وينمان و ماكنيل ستصل إلى دار سك النقود في فيلادلفيا في موعد أقصاه 1 مايو/أيار. وفقًا للمؤرخ المتخصص في علم العُملات والتر برين، أصبح باربر "متعجرفًا وغير متعاون على الإطلاق". يلاحظ لانج أن "التأخيرات العديدة واجهها الفنانون أثناء ضبط نماذجهم مع تجنب العقبات التي ألقاها باربر في طريقهم في نفس الوقت. وفي حين كانت ملاحظاته فيما يتعلق بالعديد من جوانب العُملة العملية دقيقة للغاية، فمن الواضح أنه كان من الممكن تقديمها بطريقة أكثر بناءً". في كتابه عن عُملات العشرة سنتات الزئبق، يلاحظ لانج أن باربر، الذي كان في ذلك الوقت أكبر من 75عاماً آنذاك، كان "مجبرًا على مدى السنوات العشر الماضية على المشاركة في التراجع المنهجي عن إنجازات العمر"؛ كان عليه أن يشارك في العملية التي أسفرت عن استبدال العُملات المعدنية التي صممها آخرون بالعُملات المعدنية التي صممها هو.
مع القطع الجديدة، من المفترض أن تَشهد جميع العُملات المعدنية الأمريكية تغييرًا حديثًا في التصميم (لم يكن دولار مورجان يُسك آنذاك). وفقًا لِعمود نُشر في مجلة The Art World في وقت لاحق من عام 1916،
حسبما أعلم ... لا توجد نية لإصدار عملات جديدة من فئات الخمسين سنتًا، خمسة وعشرين سنتًا، وعشرة سنتات. ولكن إذا جرى تغيير، فإننا نأمل جميعًا أن تُنتج عملات أكثر فاعلية ورضا من تلك التي صدرت مؤخرًا مثل عملة "سانت-غودينز" ذات القيمة المزدوجة والنسر، وعملات "برات" من نصف وربع النسور. كما أن عملة "البافالو" النيكل و"اللينكولن" بيني تعاني أيضًا من مشاكل من الناحية العملية. جميع هذه العملات كانت نتيجة لرغبة الحكومة في سكّ عملات تلبية لرضا الفنانين وليس سكّ العملات من منظور عملي.

## تصميم

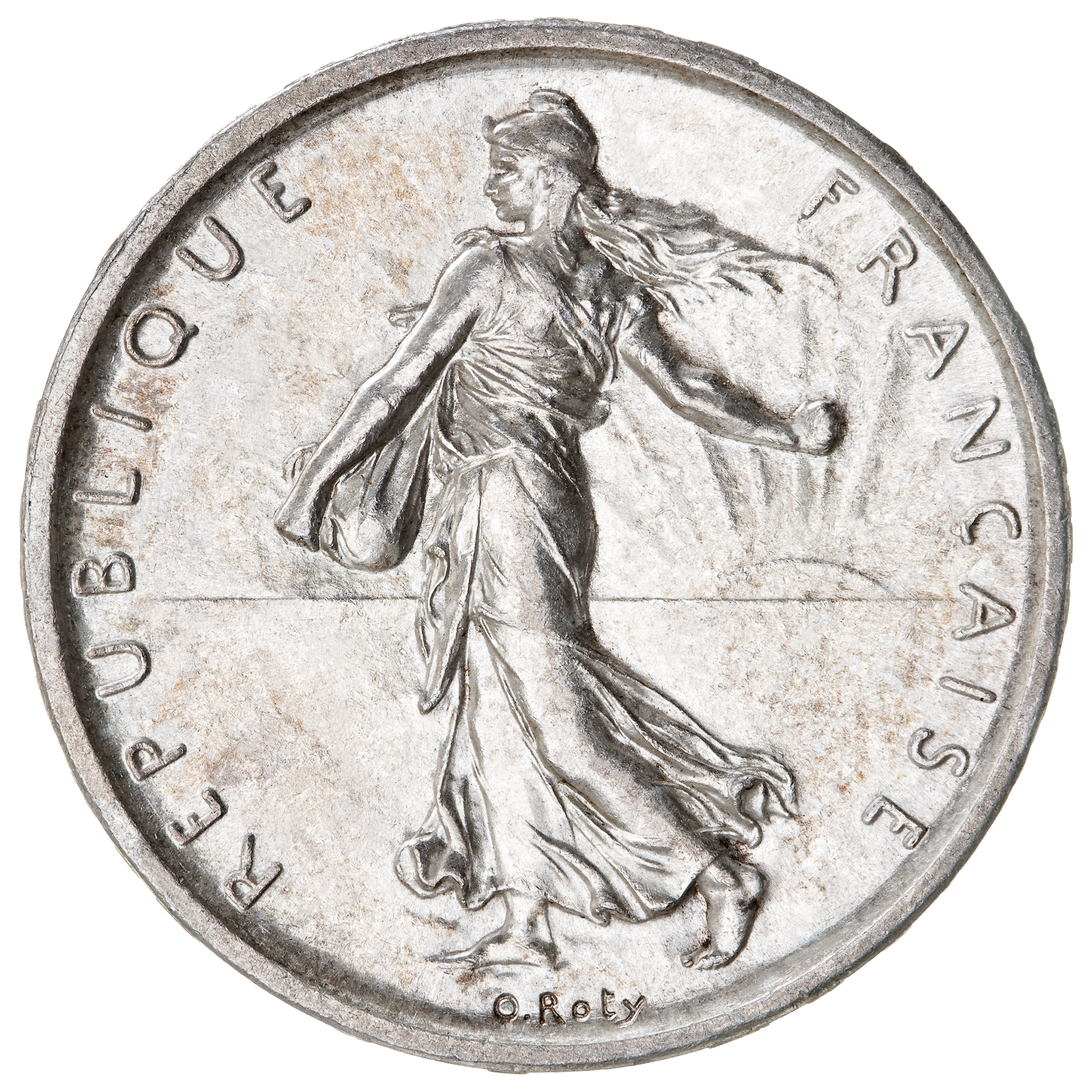
ربما كان تصميم "الزارع" الذي ابتكره أوسكار روتي للعملات الفرنسية مصدر إلهام للوجه الأمامي للعملة الذي صممه وينمان.

وفقًا للوزير ماكادو في تقريره السنوي لعام 1916،
منذ ذلك اليوم [القرن التاسع عشر]، شهدنا تقدمًا فنيًا كبيرًا في عملاتنا. وظف نحاتين ذوي سمعة مرموقة مع نتائج رائعة ... والآن سيُصدر نصف دولار جديد وعملة دايم جديدة من تصميم "واينمان"، وربع دولار جديد من تصميم "ماكنيل" [تصحيح]. في المجمل، عند النظر إلى الوراء، يبدو أن هذا إنجاز لا يُصدق. يُظهر وجه وينمان تشابهًا مع تصميم "Sower" الذي ابتكره أوسكار روتي للعُملات الفرنسية؛ ووفقًا للمؤرخ المتخصص في علم العُملات روجر بورديت، "أخذ وينمان فكرة شخصية إقليمية من القرن التاسع عشر وحولها إلى رمز أمريكي". تربط بورديت بين مظهر رأس الحرية، الفروع التي تحملها، نصب جنود و بحارة الاتحاد في بالتيمور، و الذي صممه وينمان. من المحتمل أيضًا أن يكون النحات قد استوحى إلهامه من تمثال نصفي صنعه عام 1913 لمستأجرته، إلسي ستيفنز، زوجة المحامي والشاعر والاس ستيفنز. يُعتقد عمومًا أن إلسي ستيفنز كانت نموذجًا لعُملة العشرة سنتات التي ابتكرها وينمان؛ حيث كتبت ابنتها هولي في عام 1966 أن والدتها كانت نموذجًا لكلا العُملتين. والوجه الخلفي مشابه لميدالية وينمان للمعهد الأمريكي للمهندسين المعماريين، على الرغم من أن النحات استبدل الغار على الميدالية بشجرة صنوبر صغيرة. حظي عمل وينمان على الميدالية بإعجاب واسع النطاق بسبب قوة النسر المصور.

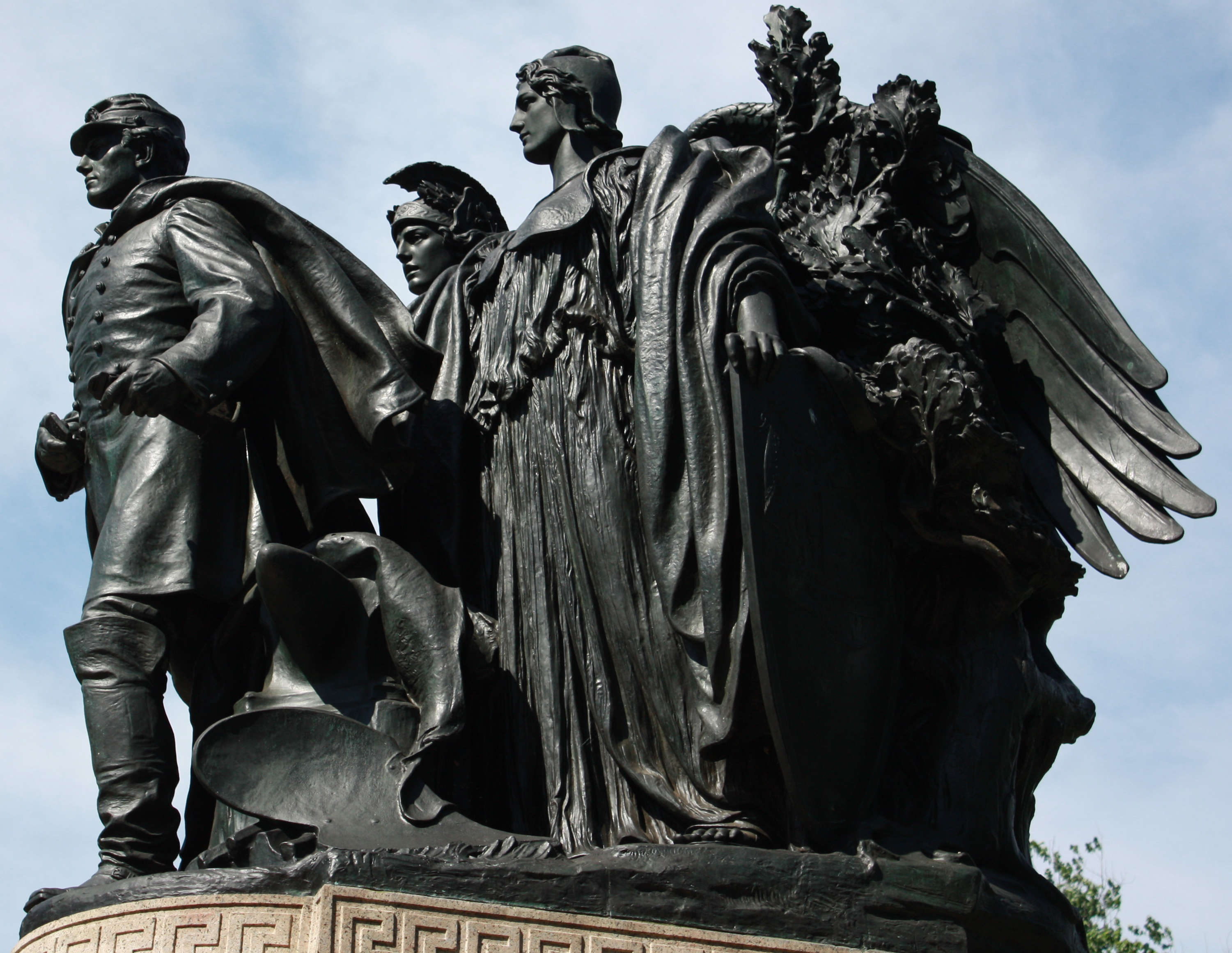
من المحتمل أن يكون النصب التذكاري لجنود وبحارة الاتحاد الذي بناه وينمان عام 1909 قد منحه رأس الحرية (من رأس النصر، على اليمين) ويظهر استخدامًا مشابهًا لأوراق الشجر.

قال برين في مجلده الشامل عن العُملات المعدنية الأمريكية عن نصف الدولار: "ترتدي السيدة الحرية العلم الأمريكي، متوقعة ظهور ثقافة مضادة متمردة بعد نصف قرن من الزمان". ورغم إعجابه بِالقطعة بشكل عام، فقد لاحظ إن الحرية تتجه نحو الشرق، أي نحو أوروبا التي مزقتها الحرب، وكتب "إنها تشير إلى السماء إلى شيء غير مرئي (ربما بهدف إرسال تحذير إلى الطائرات الحربية الألمانية؟)". يعترض برين على استخدام شجرة الصنوبر الجبلية على الجانب الخلفي، ويصفها بأنها ليست أمريكية بشكل خاص و لا ملحوظة بشكل خاص باستثناء قُدرتها على النمو بالقرب من خط الأشجار.
كتب مؤرخ الفن كورنيليوس فيرمويل أن نصف الدولار "تمثال الحرية" يعامل الوجه و الظهر كمجموعة نحتية سطحية. يمنح تصميم "تمثال الحرية" بشكل خاص الشعور الحقيقي بالتنفس والخدمات النحتية على نطاق العملة المعدنية." لاحظ فيرمويل تشابه نصف الدولار مع "Sower" لروتي ولكنه يذكر أن قطعة وينمان "هي إبداع أصلي وليس نسخة مقلدة". على الجانب الآخر، أعجب فيرمول بالنسر، الذي يهيمن على التصميم ولكن لا يطغى عليه، وذكر أن ريش الطائر هو "جولة رائعة من القوة"، مما يدل على تأثير أوغسطس سانت جودنز، الذي درس وينمان تحت إشرافه. وصف فيرمويل نصف دولار تمثال الحرية بأنه "أحد أعظم العُملات المعدنية في الولايات المتحدة- إن لم يكن في العالم".
مدير دار السكّ له السلطة، بموافقة وزير الخزانة، لإعداد وتصميم نماذج جديدة... لاعتمادها... ولكن لا يجوز تغيير التصميم أو القالب لأي عملة أكثر من مرة واحدة كل خمس و عشرين سنة بدءًا من السنة التي اعتماد فيها التصميم لأول مرة... ومع ذلك، فإن مدير دار السكّ له السلطة، بموافقة وزير الخزانة، للاستعانة بشكل مؤقت بخدمات فنان أو أكثر من الفنانين المتميزين في مجالاتهم الفنية المختلفة، والذين سيُدفع لهم مقابل تلك الخدمة من الاعتمادات الطارئة لدار السكّ في فيلادلفيا.

## تحضير
تصميم نصف الدولار يظهر صورة كاملة للطبيعة الأنثوية لـ "الحرية"، حيث ترفرف طيات علم النجوم والخطوط خلفها، وهي تسير بخطوات واثقة نحو فجر يوم جديد، حاملة أغصان الغار والبلوط، رمزًا للمجد المدني والعسكري. يد الشخصية ممدودة لتوزيع روح الحرية. على الجانب الآخر من نصف الدولار يظهر النسر وهو جاثم على قمة صخرية عالية، جناحيه مفتوحين، شجاعًا في روحه ومدركًا لقوته. ومن شق في الصخور ينبثق شجرة صنوبر جبلي، رمزًا لأمريكا.

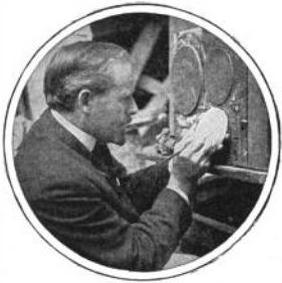
النحات أدولف وينمان

التقى النحاتون الثلاثة مع وولي في 6, مارس/أذار 1916 في مكتب نيويورك للتحليل لإبلاغهم رسميًا بِنتيجة المسابقة، بما في ذلك التغيير في النتيجة للربع، ولتلقي النماذج و الرسومات المرفوضة. بولاسيك، الذي حصل على رسوم مشاركته البالغة 300 دولار (ما يعادل 7135 دولار في 2020 بعد تعديل التضخم) في 10مارس/أذار ، لم يَعد له أي صلة بالدار أو تصميم العُملة مرة أخرى. حتى اكتُشف نموذج جبس لأحد أعماله المقدمة في متحف بولاسيك (منزله سابقًا) في عام 2002، لم تكن مشاركته معروفة إلا من خلال سجلات دار السك.
بعد نجاح وينمان في المسابقة، قام بزيارة دار سك العُملة لمناقشة تحويل نماذجه إلى قوالب جاهزة. في زيارته الأولى، وجد باربر غائبًا، لكنه أجرى محادثة مثمرة مع النقاش المساعد جورج تي مورجان الذي عمل لفترة طويلة. وتبع ذلك زيارات أخرى، وفي 29مارس/أذار ، كتب وولي إلى المشرف جويس "سرًا، شعر النحاتون الذين يصممون العُملات المعدنية الجديدة أنه في رحلتهم الأخيرة كان السيد مورجان أكثر ودية وتعاونًا من السيد باربر. أدرك أنني أتعامل مع مزاجيات فنية في كلا الطرفين". جاء وولي إلى نيويورك مرتين في أبريل لفحص تصميم ماكنيل العكسي المتطور للربع، وفي 26 مايو/أيار، زار أيضًا استوديو وينمان وشاهد التقدم المحرز في نماذج تصميماته. وقد أدى التهاب اللوزتين الشديد إلى تأخير عمل وينمان، مما دفعه إلى طلب تمديد الموعد النهائي المحدد 1 مايو/أيار. في 29مايو، كتب وولي إلى وينمان أن التصميمات، لكل من فئة العشرة سنتات ولنصف الدولار، قُبلت من قبل دار سك العُملة.
خلال شهر يونيو/حزيران، قام قسم النقش في الدار، برئاسة باربر، بِتقليص النماذج إلى محاور بحجم العُملات المعدنية وإعداد قوالب للعُملات المعدنية ذات الأنماط التجريبية، و التي تُسك لاحقًا. كان وولي يأمل في البدء في إنتاج العُملات المعدنية الجديدة من الفئات الثلاث بحلول 1يوليو/تموز، لكن منح الوقت لوينمان تطلب من دار سك العُملة التصرف بسرعة أكبر. يقترح بورديت أن التسرع في إعداد القوالب أدى إلى ظهور العُملات المعدنية المضروبة بها متهالكة و بدون تفاصيل حادة. بحلول 22 يونيو/حزيران، كان وينمان قد شاهد الأنماط الأولى، وكتب إلى وولي موضحًا أنه لا يحب الطريقة التي ظهرت بها كلمة "الحرية" على الوجه الأمامي، وطلب إقراضه نمطين حتى يتمكن من إعادة كتابة الحروف. في 24 يونيو/حزيران، كتب وولي إلى جويس، يبلغه بالقرض ويذكر القطع الجديدة،
سيُعدل نموذج الوجه الأمامي لنصف الدولار، ويخبرني السيد واينمان أنه يعمل عليه حاليًا. وينطبق نفس الشيء على ربع الدولار. أما الوجه الخلفي لكل من ربع الدولار ونصف الدولار، كما يظهر على العملات التي تسك من القوالب المصقولة، فهو مرضٍ... الجميع الذين عُرضت العُملات عليهم هنا يعتقدون أنها جميلة.

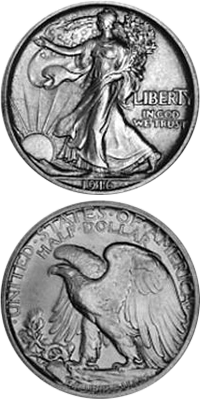
عملة معدنية من طراز نصف دولار Walking Liberty، تُظهر تصميم وينمان مع صورة كبيرة للحرية على الوجه والوجه الخلفي الأصلي

بإذن وولي بإعادة تصميم الوجه الأمامي، قرر وينمان إزالة كلمة "الحرية" مِن فوق الصورة ووضعها فوق عبارة "نحن نثق في الله" على يمينها. وهذا سَمح له بتمديد رأس الحرية إلى أعلى العُملة تقريبًا، مما أدى إلى زيادة حجم التصوير إلى الحد الأقصى. وُضع الحرف "L" في التجويف الذي شكلهُ العَلم أثناء سقوطهُ تحت الكوع الأيسر للشخصية، وامتدت بقية الكلمة إلى اليمين مِن هناك، مع الحرف T في طباعة أكبر، مما أدى في الواقع إلى توفير مساحة حيث سَمح الحجم الأكبر لشريط "T" بالامتداد فوق الأحرف الكبيرة "R" و "Y". و هذا سَمح بِتقريب الحروف من بعضها البعض. عندما استقال وولي في 15 يوليو/تموز، لِيصبح مدير الدعاية لِحملة إعادة انتخاب وودرو ويلسون (وهي الوظيفة التي قام بها أيضًا للمرشحين الديمقراطيين في عامي 1912 و 1920)، ذكر في خطاب استقالته إلى السكرتير ماكادو (صهر ويلسون)، "في العمل على نموذج الوجه الأمامي لنصف الدولار، يقوم السيد وينمان بإعادة ترتيب طفيف لكلمة "الحرية"، وسيكون جاهزًا للتفتيش الخاص بك في غضون أيام قليلة. أنا أحبه وأعتقد أنك ستحبه." كتب وينمان إلى المدير السابق في 20 يوليو/تموز أن زيادة حجم تمثال الحرية يُحسن مظهره.
وافق ماكادو على التصميم المنقح الذي اقترحه وينمان في 26 يوليو/تموز؛ وفي ذلك الوقت كان فريد إتش تشافين، ضابط مكتب دار سك العُملة، يعمل مديرًا بالنيابة لدار سك العُملة حتى يتمكن الرئيس ويلسون من ترشيح بديل لوولي و الحصول على تأكيد من مجلس الشيوخ. قرر وينمان، بمبادرة منه، إعادة ترتيب النقوش الموجودة على الوجه الخلفي للعُملة. في النمط الأصلي، يظهر "الولايات المتحدة الأمريكية" في الجزء العلوي من الوجه الخلفي، مع "نصف دولار" مباشرة أسفله و"E Pluribus Unum" في أسفل العملة المعدنية. تحتوي مراجعة وينمان على النقوش في الأماكن التي ستشغلها إضرابات التوزيع ووافق عليها من قِبل ماكادو في 10 أغسطس/أب. في 18 أغسطس/أب ، رشح ويلسون خليفة وولي، فريدريش يوهانس هوغو فون إنجيلكين، والذي أكد تعيينه على الفور من قبل مجلس الشيوخ. كان من المفترض أن ينصب فون إنجيلكين في 21 أغسطس/أب ؛ ولكن أُجل تنصيبه حتى 1 سبتمبر/أيلول بسبب فشل الرئيس ويلسون في التوقيع على تكليفه. 

## تعديل
عندما تولى فون إنجيلكين منصبه كمدير للدار النقدية في 1 سبتمبر/أيلول 1916، وافقوا على نصف الدولار، وسُكت العُملات المعدنية النمطية. تأخر الإنتاج الفعلي للقطعة النقدية بقيمة 50 سنتًا حيث واجهت دار سك العُملة صعوبة في الانتهاء من إصدار عملة الدايم ميركوري من وينمان. في 6 سبتمبر/أيلول، وقف إنتاج العُملة المعدنية الجديدة بقيمة عشرة سنتات، حيث اكتشفت الشركات التي كانت تختبر العُملة الجديدة بقيمة عشرة سنتات أن القطع الجديدة لن تعمل في آلات البيع. و تبين أن العيب هو وجود "زعانف" أو معدن زائد على حافة العُملة المعدنية، مما يجعلها تبدو سميكة للغاية عند إدخالها في الآلات. وقد تنكسر الزعنفة أيضًا، مما يؤدي إلى فقدان العُملات الفضية لوزنها. عُثر على المشكلة في نمط نصف الدولارات أيضًا. في 6 سبتمبر/أيلول، كتب فون إنجيلكين إلى مساعد الوزير مالبورن، مستخدمًا معلومات يقترح بورديت أنها جاءت من باربر:

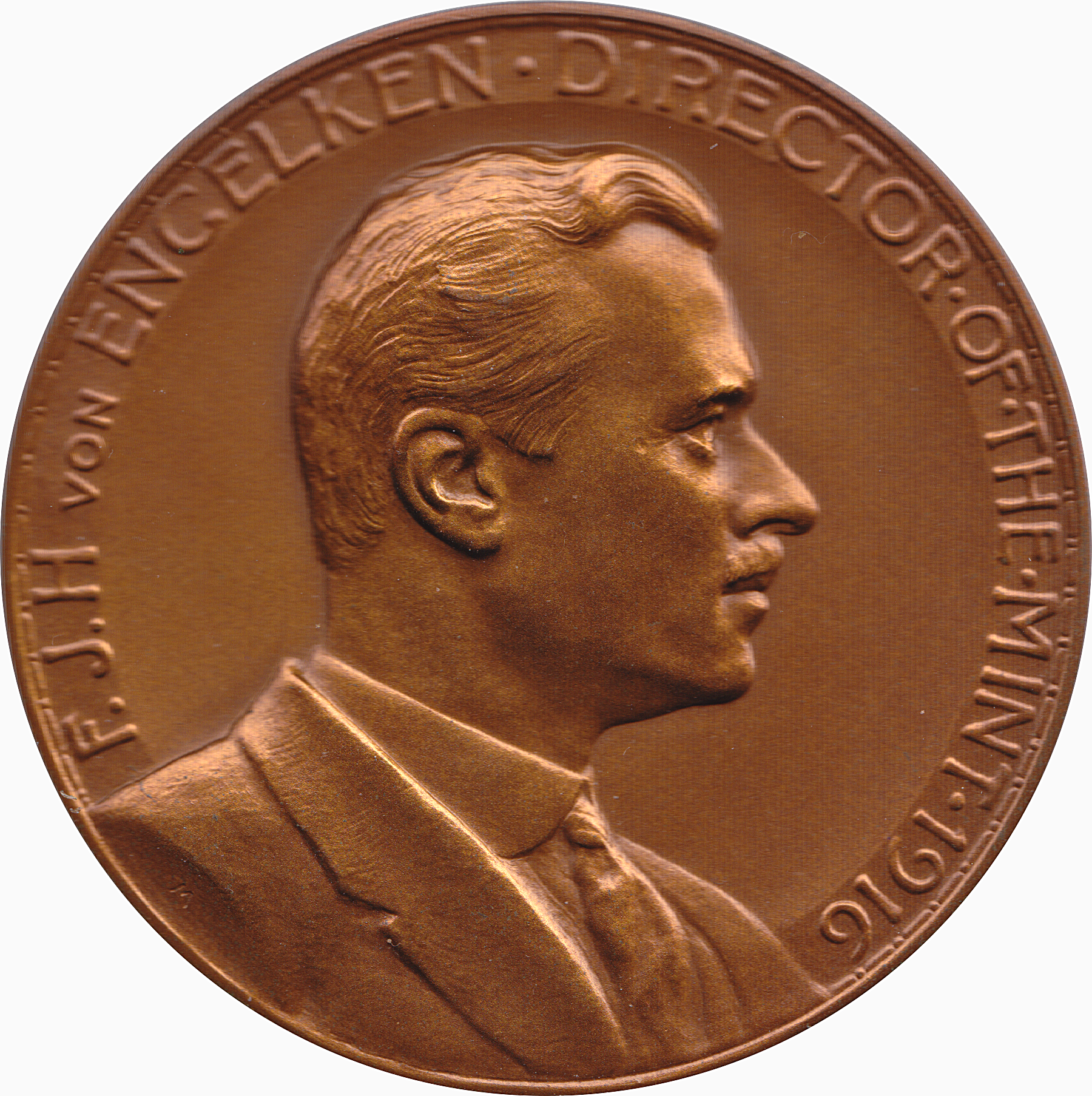
مدير دار سك العملة فريدريش يوهانس هوغو فون إنجلكين

أنا أرسل لك مع هذه الرسالة عشرة من عُملات الديم الجديدة وواحدة من نصف الدولار الجديد. إذا قمت بفحص هذه العُملات بعناية، ستلاحظ أنها تحتوي على بعض العيوب الواضحة. ستلاحظ على كل من نصف الدولار وعملة العشرة سنتات بروزًا حادًا في المعدن على الحافة، وهو ما يسمى بـ "الزعنف" الذي أشرت إليه. ستلاحظ أيضًا، خصوصًا على نصف الدولار بسبب حجمه، تفاوتًا في سمك العملة، وهو أمر ملحوظ بشكل خاص على الحافة. ذهبت إلى فيلادلفيا يوم أمس للتحقق مما إذا كان يمكن تجاوز هذه المشكلة، ووجدت أننا نواجه بعض القيود الميكانيكية التي تجعل من المستحيل إنتاج عملة ذات سمك موحد على الحافة، وتجنب الحافة الزعنفية، طالما أننا نحافظ على الارتفاع العالي للتصميم كما هو حاليًا.أثار خطاب فون إنجيلكين قلقاً في مكتب السكرتير، إذ خشي ماكادو أنه إذا ثبت أن دار سك العُملة غير قادرة على إصدار عُملات معدنية جديدة بنجاح، فقد يستغل الجمهوريون هذا الفشل كقضية في السباق الرئاسي. وتساءل السكرتير عن المدة التي سيستغرقها "السيد باربر" لإنتاج تصاميم جديدة؛ وبعد التشاور مع المسؤولين في دار سك العُملة في فيلادلفيا، أجاب فون إنجيلكين إن الأمر سيستغرق ما بين ستة إلى ثمانية أشهر. قرر المسؤولان أنه يجب أن يُطلب من وينمان تعديل تصميمه لنصف الدولار- وكان من المأمول أنه إذا قلص وينمان شكل الحرية و خفض النحت البارز، فإن القطعة ستصبح قابلة للتداول.

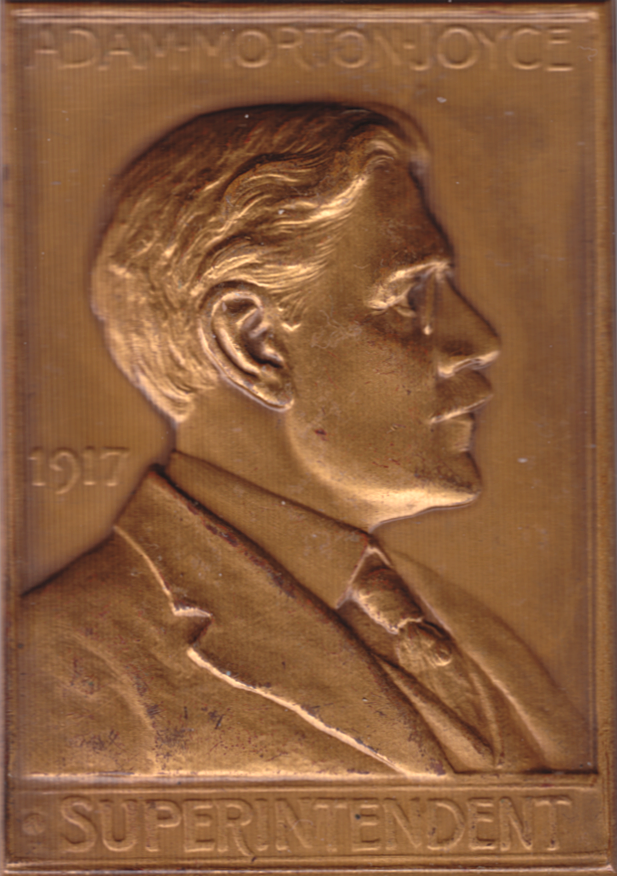
آدم م. جويس، المشرف على دار سك النقود في فيلادلفيا

وصل وينمان إلى دار سك العُملة في 11 سبتمبر/أيلول. غادر مع اثنين من نماذج نصف الدولار و تعليمات لتقليل حجم تمثال الحرية. وقد تقدم باربر بطلب إلى جويس للحصول على إذن لإجراء تغييرات كبيرة على تصميم وينمان، لكن طلبه قوبل بالرفض في البداية. و مع ذلك، عندما فشل التغيير الإضافي الذي أجراه وينمان في التخلص من مشكلة الزعنفة، استسلم جويس و سمح لباربر بحرية التصرف. قام النقاش باربر بتقليص حجم التصميم، ونقله بعيدًا عن الحافة، وإنشاء مساحة واسعة بين التصميم والحافة. وأصر باربر على إن هذهِ كانت الطريقة الوحيدة لمنع الزعنفة والحافة غير المستوية. أضيفت حدود من الخرز داخل الحافة. وفقًا لبورديت، كانت الأنماط الناتجة عن القوالب الجديدة باهتة و غير مثيرة للاهتمام، حيث أن حجم الأشكال قد منحها القوة.
في 18 اكتوبر/تشرين الأول، كتب وينمان إلى جويس، يسأله عن كيفية سير الأمور في دار سك العُملة فيما يتعلق بالقالب الخاص بنصف الدولار و الديم، ويَعرب عن استعداده للحضور إلى فيلادلفيا. رد جويس بعد يومين، وأبلغه أن تصميم نصف الدولار قُلص حجمه لمنع تكرار صعوبات الحافة، وأبلغه عن الحافة الخرزية. رد وينمان على أمل أن يمنع جويس التقليل من شأن شخصية الحرية بشكل غير ملائم وتقديم روايته. بينما كان النحات و المشرف يتبادلان المراسلات، بدأت دار سك العُملة العمل على تحويل التصميمات التي عدلها باربر إلى قوالب عمل يمكن من خلالها سك العُملات المعدنية للتداول، لكن جويس تدخل قبل أن تبدأ عملية سك العُملات. ورأى المشرف على دار سك العُملة في فيلادلفيا، الذي حظي بدعم فون إنجيلكين، إن تعديلات باربر كانت غير ضرورية. كان جويس يعتقد إن العُملات المعدنية الأقرب إلى مفهوم وينمان يمكن ضربها عن طريق خفض النتوء قليلاً، وضبط القوة التي تُضرب بها مكابس الدار القطع المعدنية أو الفراغات، وإعداد القطع المعدنية بشكل أفضل للضرب. ساد موقف جويس، و قام باربر وقسمه بإعداد قوالب عمل لضرب القطع المتداولة، مع حذف حافة باربر المزخرفة، المساحة الواسعة بين الحافة و التصميم. وضعت قوالب العمل في دور سك العُملة في دنفر وسان فرانسيسكو في 27 نوفمبر/تشرين الثاني، وبدأ الإنتاج في جميع دور السك الثلاث بعد فترة وجيزة.
في أواخر ديسمبر/كانون الأول، أرسل وينمان، الذي لم يتلق أي تحديث من دار سك العُملة منذ إبلاغه بتعديلات باربر، و لكن الذي قرأ في الصحف أنه يُسك نصف الدولار، أرسلت حوالة بريدية بقيمة 10 دولارات إلى جويس مع طلب 20 من العُملات المعدنية الجديدة. في 2 يناير/كانون الثاني 1917، كتب وينمان إلى جويس مرة أخرى، وأخبره أن القطع الجديدة قد وصلت في الوقت المناسب لتقديمها كهدايا للعام الجديد، وتمنى للمشرف "كل التمنيات الطيبة لك في كل يوم من أيام العام الجديد، والشكر لله ولنفسك على أن الخرز لم يعد على حدود نصف الدولار".

## استقبال
على الرغم مِن إن ظهور العُملة المعدنية من فئة العشرة سنتات في 30 أكتوبر/تشرين الأول 1916 قد شهد قدرًا كبيرًا من الدعاية، إلا أن دار سك العُملة لم تعلق كثيرًا على إصدار نصف الدولار و ربع الدولار في يناير/كانون الثاني التالي. كانت هناك إشارات قليلة في الصحف إلى نصف الدولار الجديد؛ كانت الولايات المتحدة تتجه نحو الحرب مع ألمانيا، وكان إصدار العشرة سنتات قد استنفد قدرًا كبيرًا من الاهتمام العام بجديد العُملات المعدنية الجديدة. سيطر الحي على اهتمام الرأي العام بسبب الجدل حول ما إذا كان النسر الموجود على ظهر العُملة المعدنية قد صُور بشكل دقيق. و على الرغم من الدعاية الضئيلة، وفقًا لِتقرير صادر في يناير/كانون الثاني 1917 عن منسق دار سك العملة تشافين، واجهت دور سك العُملة الثلاث في البداية صعوبة في مواكبة الطلب العام على نصف الدولار الجديد.
أشارت صحيفة نيويورك تايمز في 3 يناير/كانون الثاني إلى إن القِطع الجديدة قد تسلمتها وزارة الخزانة الفرعية وستُصدر قطعتين منها إلى أحد العملاء، بدءًا من 9 يناير/كانون الثاني. وذكرت إن الدار يعمل بأقصى ما في وسعه لمواكبة الطلب، ولكن في البداية، ستكون الكميات محدودة. ذكرت مجلة جمعية المصرفيين الأمريكية أن "تصميمات العُملات الجديدة حظيت بإشادة كبيرة من قبل أولئك الذين لديهم معرفة متخصصة بمثل هذه الأمور". توقعت صحيفة ميريدن ديلي جورنال الصادرة في ولاية كونيتيكت أن القراء سوف يحبون نصف الدولار الجديد خمسة أضعاف ما يحبون الديم الجديد.
ومع ذلك، أعربت صحيفة هانتسفيل (ألاباما) ميركوري عن عدم رضاها عن نصف الدولار الجديد. في مقالة بعنوان "نصف الدولار الجديد مريض"، جاء:
العملة الجديدة تختلف جذريًا عن جميع العُملات الأخرى التي نتجت في سكّ العُملة الحكومية. تُظهر الصورة امرأة من دعاة حقوق المرأة تقوم بزراعة نجوم صغيرة في حقل غربي لم يُحرث بعمق. الشمس تغرب، وتبدو المرأة متعبة من أعمال يومها، بل يمكن رؤية العرق يتصبب من جبهتها. ترتدي السيدة صندلًا وقدميها مغبرتان بعض الشيء. كما يبدو أنها ترتدي زيًا داخليًا تحت فستانها الرقيق. تحمل في ذراعها حزمة من الحطب وترتدي منديلًا كبيرًا حول عنقها، مما يوحي بأنها تركت طفلاً صغيرًا في المنزل. الرياح تعصف من الشمال والشمس تظهر بشكل عاصف. وبحروف كبيرة مكتوب "LIBERTY"، تمتد عبر أكثر من نصف سطح العملة. على الجهة الأخرى، يظهر نسر قد نما ليصبح بحجم ضخم وهو يسير بجنون نحو المكسيك، مع شجرة صبار في الخلفية. رفع النسر جناحه كما لو كان على استعداد للهجوم؛ يبدو العجوز وكأنه يستطيع أن يخوض معركة جيدة إذا استُفز، لكنه يمتلك مجموعة رائعة من الريش على ساقيه.

## الإنتاج والتجميع

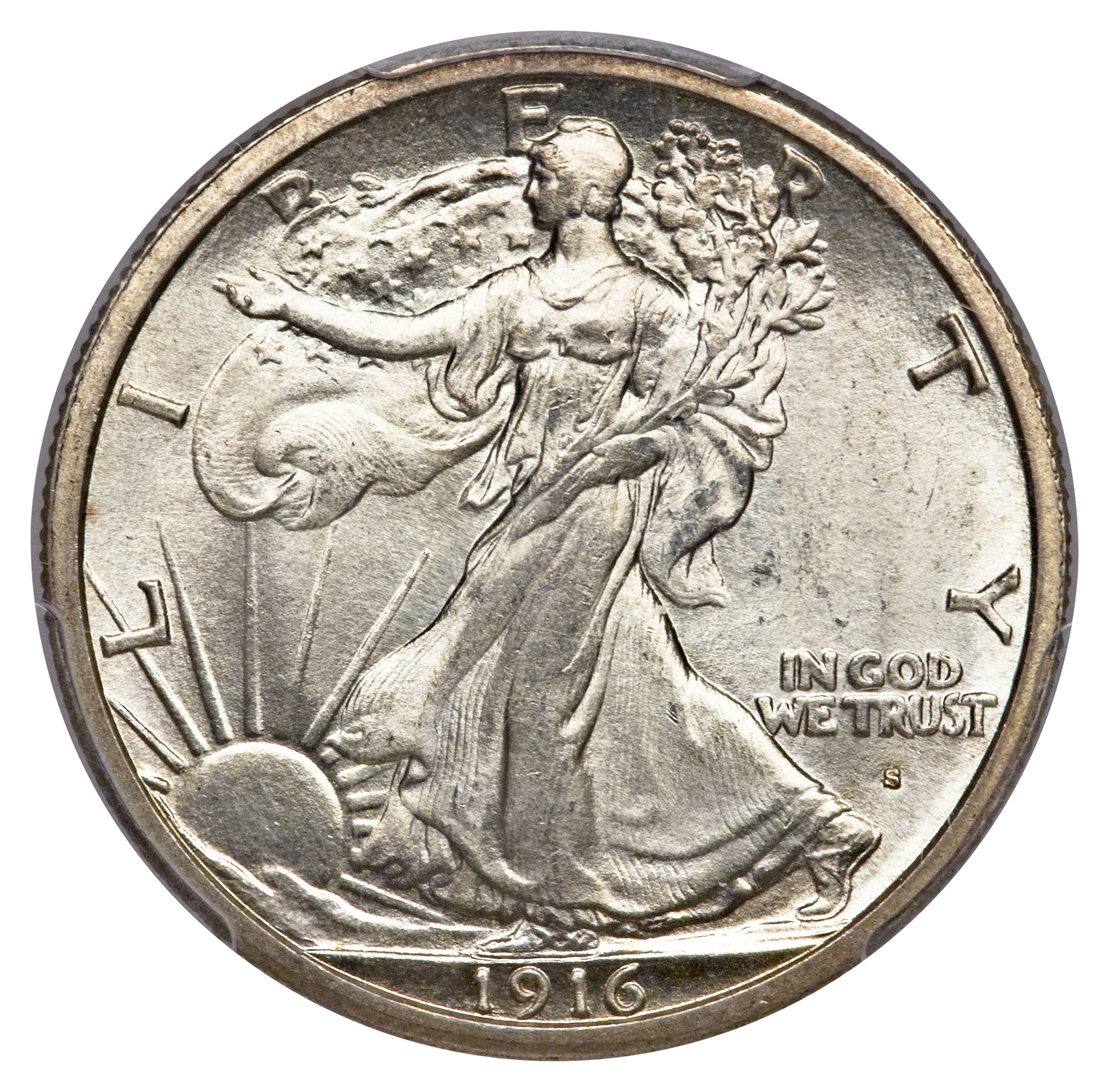
نصف دولار من عام 1916-S مع علامة دار السك على الوجه.

وضعت علامات الدار النقدية في البداية على الوجه الأمامي، وهي المرة الأولى التي يكون فيها ذلك على نصف دولار أمريكي إصدار عادي منذ عام 1839. في 14 فبراير/شباط 1917، أمر فون إنجيلكين بنقل علامة الدار من الوجه إلى الخلف، مشيرًا إلى أن وضع الوجه كان يشبه عيبًا في القالب. في ذلك الوقت، استقال فون إنجيلكين وفي انتظار تعيينه في منصب رئيس بنك الأراضي الفيدرالي للمنطقة الثالثة؛ وبمجرد مغادرته لتولي هذا المنصب، خلفه ريموند ت. بيكر. في شهر أبريل/نيسان، طلب جويس من بيكر تأكيدًا مكتوبًا لطلب فون إنجيلكين، وبعد التزامه بذلك، نُقلت علامة الدار على النحو الواجب. تَحمل أغلب عُملات النصف دولار الصادرة عام 1917 في دنفر (1917-D) وسان فرانسيسكو (1917-S) علامة دار السك على الوجه الخلفي.
طوال الوقت الذي قامت فيه دار سك العُملة بضرب نصف دولار تمثال الحرية، واجهت صعوبة في إبراز التصميم بشكل كامل. وفقا لبرين،
كانت سلطات دار السكّة تعرف جيدًا أن تصميم واينمان، رغم جدارته الفنية الكبيرة، و بغض النظر عن مدى دقة محاولة باربر الأصلية لتقليل الارتفاع، كان غير مرضٍ تقنيًا. فبعض المناطق ذات الارتفاع العالي لا تزال تتعارض مع المناطق المرتفعة على الجهة الأخرى.

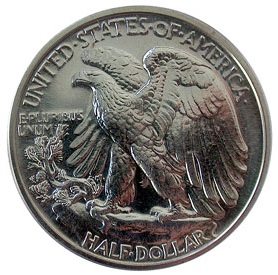
تفتقر هذه العملة المعدنية الصادرة عام 1941 إلى شعار وينمان، والذي يوضع عادة بالقرب من حافة العملة في أسفل اليمين.

واجهت دار سك العُملة في سان فرانسيسكو صعوبات خاصة فيما يتعلق بالعُملات المعدنية؛ كانت العديد من القطع المضروبة هناك ضعيفة بشكل ملحوظ. في عام 1918، قام مورجان، الذي خَلف باربر في منصب النقاش بعد وفاة الأخير في العام السابق، بتعديل التصميم، حيث قام بنقش بعض التفاصيل في رقبة ليبرتي. وفقًا لبرين "كانت المحاولة فاشلة". قام خليفة مورجان، جون ر. سينوك، بمحاولات إضافية في عامي 1937 و 1938، ولكن النتائج لم تكن أفضل كثيراً. واقترح برين إن الصعوبات التي واجهتها القطعة ساهمت في الاستعداد لاستبدالها بعد الحرب العالمية الثانية.
لا يعد نصف دولار Walking Liberty نادرًا بشكل خاص، ولكن العديد من التواريخ نادرة في حالة سك العملات النقدية، وخاصة عامي 1921 و 1921-D. قامت دار السك بضرب عملات معدنية في عامي 1916، 1917، 1936، و 1942، وكلها في فيلادلفيا. ضربت قطع عام 1916 بأعداد صغيرة للغاية- صرح برين أنه رأى أربعة فقط- وأكد ثلاث عُملات معدنية فقط من عام 1917، على الأرجح ضُربت لكبار الشخصيات في وقت لم تكن فيه العُملات المعدنية تُباع للجمهور. يفتقر عدد من العُملات المعدنية اللاحقة إلى شعار وينمان، والذي فقد على ما يبدو بسبب الإفراط في تلميع القوالب. هذا هو الأكثر شيوعًا مع القطع النقدية التي صدرت عام 1941 - حيث يفتقر جزء كبير من إنتاج العام إلى الأحرف الأولى- ولكنه معروف في السنوات الأخرى. سُكت ما مجموعه 74400 عملة معدنية لهذه السلسلة.
هناك عدد قليل من الأصناف في السلسلة، وهي ثانوية نسبيًا. تتضمن هذه التغييرات بشكل أساسي علامة الدار: إعادة التثقيب عدة مرات، وضرب حرف D فوق حرف S في عام 1942، وبعض التغييرات في حجم الحرف. من بين الأشياء الغريبة تلك التي تعود إلى عام 1943/1942، والتي لا تحمل تأريخًا زائدًا حقيقيًا ولكنها تشكلت من قالب عمل ضُرب مرة واحدة من قالب رئيسي يعود تأريخه إلى عام 1942، ومرة واحدة من قالب يعود تأريخه إلى عام 1943. تظهر بعض نصف الدولارات الصادرة عام 1946 قالبًا مزدوجًا على الجانب الخلفي.

## الاستبدال
في عام 1947، طلبت مديرة دار سك العُملة نيللي تايلو روس من النقاش سينوك إنتاج تصميم لنصف دولار يظهر الأب المؤسس بنيامين فرانكلين. كان روس معجبًا بفرانكلين منذ فترة طويلة، وأراد رؤيته على العُملة المعدنية. كان مسؤولو دار سك العُملة قد فكروا في وضع صورة فرانكلين على العُملة المعدنية في عام 1941، ولكن أُجل المشروع بسبب المطالبات الكبيرة على دار سك العُملة بالعُملات المعدنية مع دخول الولايات المتحدة الحرب العالمية الثانية. أثناء الحرب، فكرت دار سك العُملة في إضافة فئة أو أكثر من فئات العُملات الجديدة؛ وأعد سينوك تصميم فرانكلين تحسبًا لإصدار جديد، وهو ما لم يحدث. في عام 1946، استبدلت وزارة الخزانة عُملة العشرة سنتات من ميركوري بقطعة تحمل صورة الرئيس المتوفى مؤخرًا، فرانكلين روزفلت، الذي كان مرتبطًا ارتباطًا وثيقًا بعُملة العشرة سنتات من شركة مارش أوف دايمز. وبما إن سنت لينكولن كان شائعًا وكان من غير المناسب سياسيًا استبداله، كان نصف الدولار هو القطعة الوحيدة التي ضُربت والتي كانت متاحة لإعادة التصميم دون إذن من الكونغرس. وافقت الخزانة على التصميم الجديد. على الرغم من وفاة سينوك قبل إصدار العُملة، فقد بدأ إنتاج نصف دولار فرانكلين في بداية عام 1948، مما أنهى سلسلة تمثال الحرية. سُكت ما مجموعه 485,320,340 نصف دولار من عملة تمثال الحرية.

## إعادة استخدام التصميم

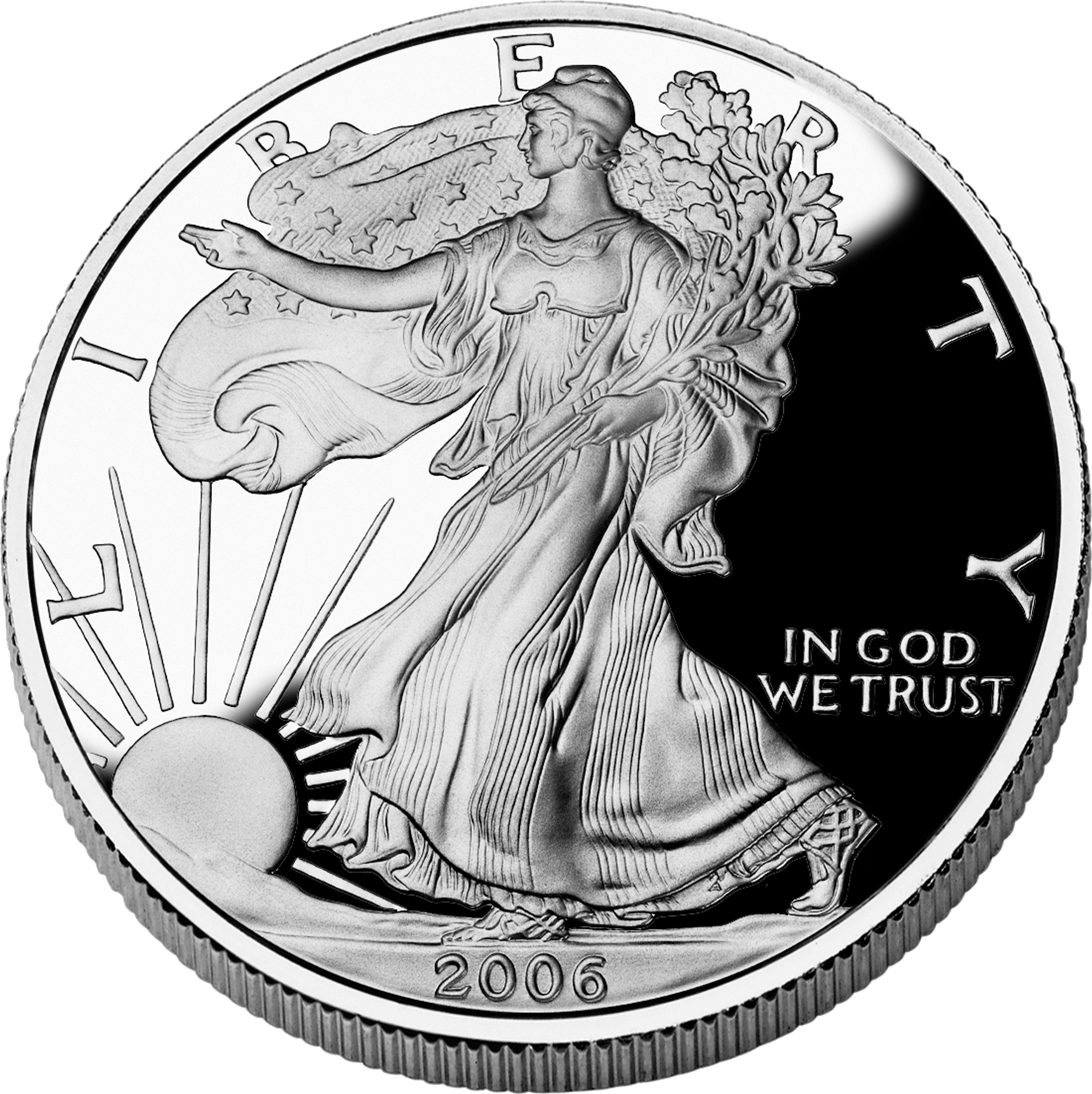
يستنسخ النسر الفضي الأمريكي تصميم الوجه الأمامي الذي صممه وينمان، ومنذ عام 1986 أصبح العملة الفضية الرسمية للولايات المتحدة.

منذ عام 1986، استُخدم تصميم وينمان للوجه الأمامي لعملة النسر الفضي الأمريكية. عند تكييف التصميم، قام النحات، النقاش جون ميركانتي وأعضاء آخرون من فريق النقش بتعزيز العديد من التفاصيل. وأشار ميركانتي إلى أن الجص الأصلي الذي صنعه وينمان كان 6 بوصة (150 مـم) في القطر، وصُمم بشكل ناعم. قام ميركانتي بزيادة التفاصيل بحيث يكون التصميم، الذي ضُرب على عُملة معدنية أكبر حجمًا، أكثر جرأة ويكون له تدفق معدني أكثر توازناً عند ضربه من عُملة وينمان الأصلية. اختار وزير الخزانة جيمس بيكر تصميم النسر الشعاري، من تصميم شركة ميركانتي، ليكون الوجه الخلفي للنسر الفضي الأمريكي.

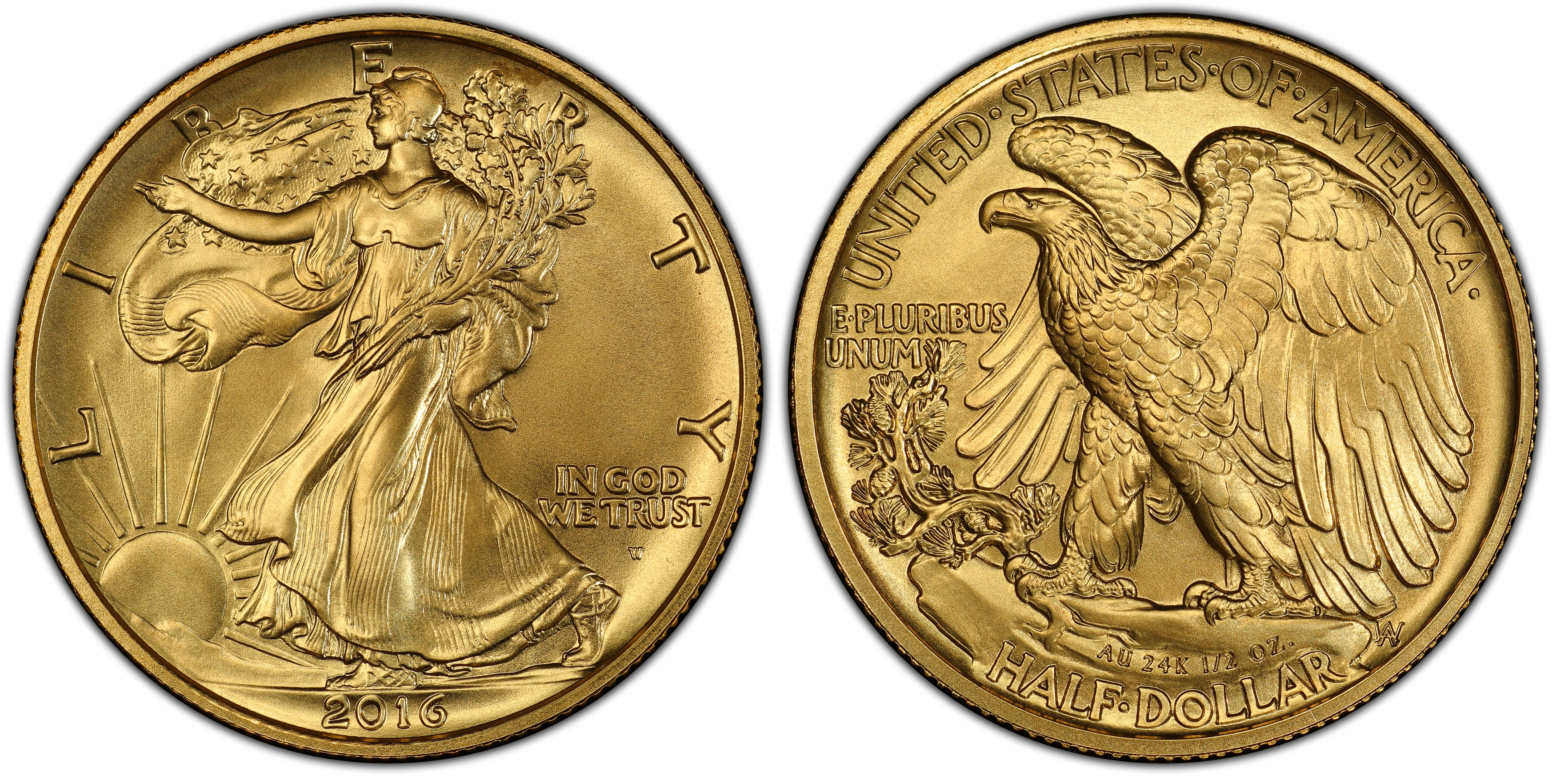
نصف دولار من مجموعة Walking Liberty 2016-W بمناسبة الذكرى المئوية، مصنوع من الذهب لهواة الجمع.

أعلنت دار سك العُملة الأمريكية في عام 2015 عن خططها لإعادة سك العُملات الفضية الثلاث التي صدرت لأول مرة في عام 1916، وذلك من الذهب لهواة الجمع. تتمتع هذه العُملة المعدنية بوزن ودقة الذهب، مما يجعلها من الناحية الفنية عملة سبائك. طُرحت النسخة الذهبية من نصف دولار تمثال الحرية، والتي تحتوي على نصف أونصة من الذهب والتي ضُربت في West Point Mint، للبيع للجمهور في 17 نوفمبر 2016. سُك ما يصل إلى 75000 قطعة كحد أقصى في دار سك العُملة في ويست بوينت (تظهر علامة الدار "W" في نفس المكان كما هو الحال في الإصدارات العادية لهذه العملة المعدنية).

## روابط خارجية
- نصف دولار أمريكي من فئة Walking Liberty حسب السنة والنوع
- موسوعة عملات NGC لنصف دولارات Walking Liberty
- كل شيء عن نصف دولارات Walking Liberty